# Glenn Medeiros
Glenn Alan Medeiros, född 24 juni 1970, är en sångare och låtskrivare från Hawaii. Han är främst känd för sin version av låten Nothing's Gonna Change My Love for You från 1987. Medeiros var framgångsrik i slutet av 1980-talet, och slog igenom redan vid 16 års ålder.

## Diskografi (urval)
Album
- 1987 – Glenn Medeiros (US #83)
- 1988 – Not Me (UK #63)
- 1990 – Glenn Medeiros (US #82)
- 1993 – It's Alright to Love (endast i Europa och Asien)
- 1993 – The Glenn Medeiros Christmas Album
- 1995 – Sweet Island Music
- 1999 – Captured
- 2003 – ME
- 2005 – With Aloha

Singlar (på Billboard Hot 100)
- 1987 – "Nothing's Gonna Change My Love for You" (#12)
- 1987 – "Lonely Won't Leave Me Alone" (#67)
- 1987 – "Watching Over You" (#80)
- 1988 – "Long and Lasting Love" (#68)
- 1990 – "She Ain't Worth It" (med Bobby Brown) (#1)
- 1990 – "All I'm Missing Is You" (med Ray Parker Jr.) (#32)
- 1990 – "Me − U = Blue" (med The Stylistics) (#78)